# Penny Flame
Jennifer "Jennie" Ketcham (Aurora, Colorado, 22 de fevereiro de 1983) é uma ex-atriz pornográfica, diretora e personalidade de televisão americana que usava o nome artístico Penny Flame. Declarava-se usuária de maconha e era a favor de sua liberação, até se internar para tratar vício em sexo e drogas. Posteriormente, passou a se dedicar a pintar quadros.

## Carreira

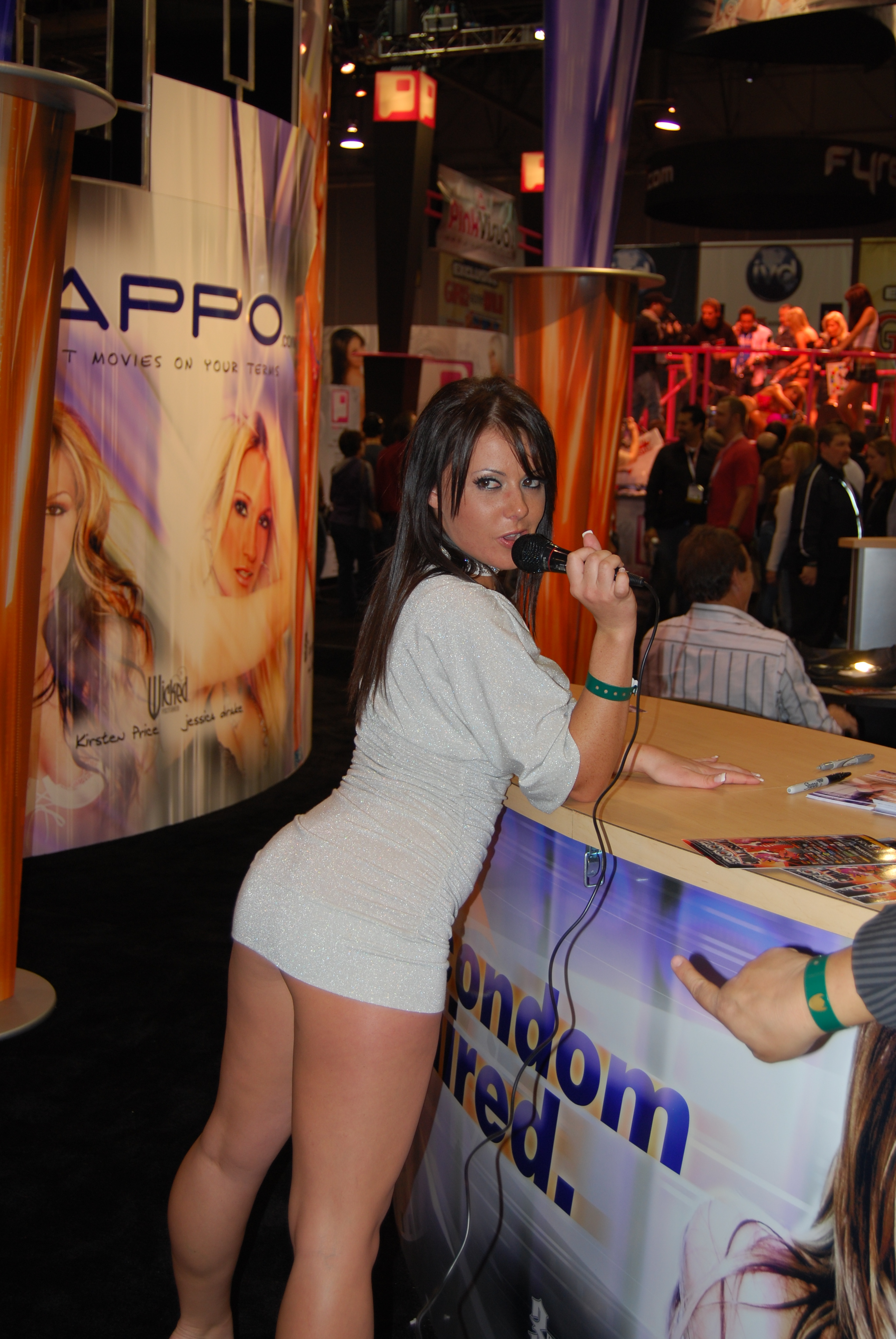
Penny no 2008 Adult Entertainment Expo

Nascida em Colorado, Penny cresceu em San Francisco.
Em 2002 decidiu entrar no mundo da pornografia. Penny Flame, o seu nome artístico é a combinação da música dos Beatles chamada Penny Lane e seu hábito de fumar. Inicialmente, a maioria de seus filmes eram cenas de lesbianismo. A partir de 2005 começou a filmar cenas heterossexuais, mas não negligenciou seu lado lésbico. Naquele mesmo ano, o filme Darkside (com quem ele conseguiu dois prêmios AVN) foi o lançamento para o estrelato.
Desde então, a atriz trabalhou para grandes produtores norte-americanos, com Shane's World. Também é freqüentemente visto em vídeos pela produtora Naughty America.
Em maio de 2016 começou um tratamento para curar seu vício em sexo interrompendo a sua carreira.

## Premiações
- 2005: Prêmio AVN de melhor cena de masturbação por Repo Girl[6]
- 2006: Prêmio AVN de melhor cena de casal por Darkside (com Herschel Savage)[7]

- 2006: Prêmio AVN de melhor cena de sexo em grupo por Darkside (com Alicia Alighatti, Dillan Lauren, Hillary Scott, Randy Spears & John West)[7]
- 2008: Prêmio AVN de melhor atriz por  Layout[8]
- 2008: Prêmio AVN de melhor cena de casal por Layout (com Tom Byron)[8]
- 2008: F.A.M.E. Awards de melhor atriz do ano realizando sexo oral[9]
- 2010: Melhor atriz coadjuvante por Throat: A Cautionary Tale.[10]